# Proosdij Wettenhausen
Wettenhausen was een tot de Zwabische Kreits behorende proosdij binnen het Heilige Roomse Rijk.
In de investituurstrijd ging het in 982 gestichte klooster te Wettenhausen ten onder. Op dezelfde plaats werd in 1130 door Gertruda van Roggenstein een augustijner koorherenproosdij gesticht.
De voogdij werd uitgeoefend door de markgraven van Burgau en de graven van Berg. Als rechtsopvolger van de markgraven van Burgau traden later de aartshertogen van Oostenrijk als voogd op. 
Toen na 1412 de proosdij zelf de voogd mocht kiezen, traden tot 1469 de heren van Knöringen als zodanig op. In 1471 had de rijksstad Ulm de voogdij en in 1531 het prinsbisdom Augsburg. 
Rond 1530 behoorde de proosdij enige tijd tot het kanton Donau van de Rijksridderschap, waarna de proosdij in 1566 rijksvrij en onafhankelijk van het markgraafschap Burgau werd. In 1575 werd de proost toegelaten tot het College van Zwabische Rijksprelaten in de Rijksdag. Tot 1776 bezat de paus het halsgericht in Wettenhausen.
Paragraaf 2 van de Reichsdeputationshauptschluss van 25 februari 1803 kende de abdij Wettenhausen toe aan het keurvorstendom Beieren.